# Цитидиндезамінази

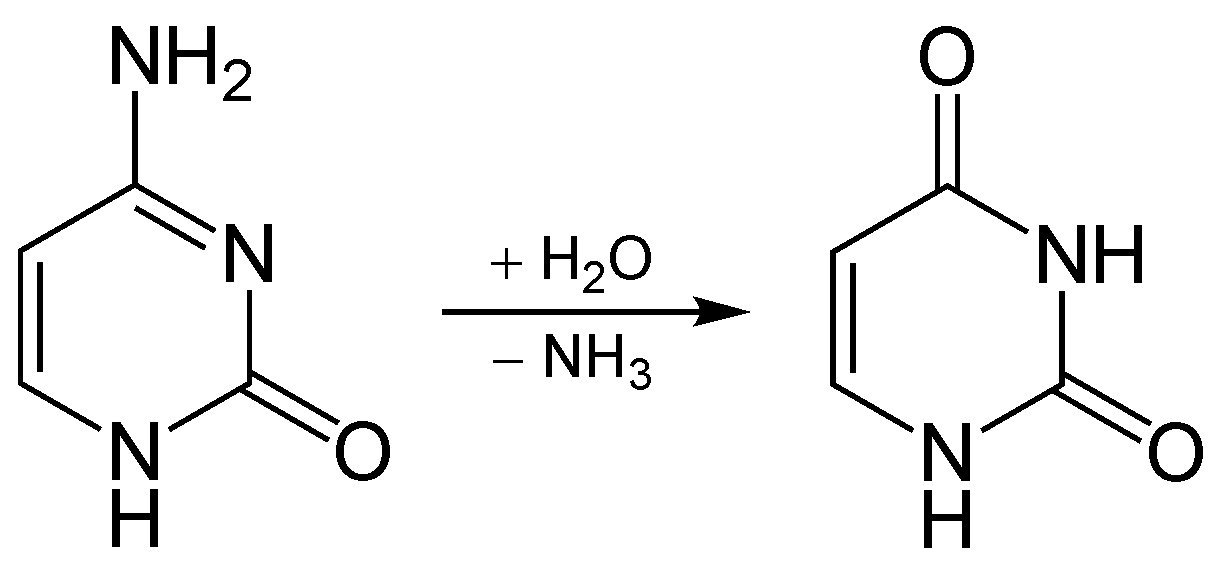
Реакція дезамінування цитозину

Цитидиндезамінази, APOBEC — родина консервативних білків ферментів, які відщеплюють аміногрупу від азотистої основи цитозину, яка включена до полінуклеотидного ланцюга нуклеїнових кислот. Належать до надродини цинк-залежних дезаміназ. Цитидин-дезамінази беруть участь у процесах редагування РНК, супермутагенезу в лімфоцитах, противірусного імунітету. Гени APOBEC наявні у хребетних тварин.

## Історія відкриття
Назва APOBEC походить від англ. apolipoprotein B mRNA editing enzyme, catalytic polypeptide-like, оскільки білок було вперше описано 1987 року як фермент, який змінює мРНК аполіпопротеїну B. Аполіпопротеїн B існує у двох формах: ApoB-100 й ApoB-48. Більша ізоформа ApoB-100 синтезується в печінці й відповідає за обмін ліпідів та повністю збігається з передбаченою послідовністю амінокислот з мРНК. Менша форма ApoB-48 у ентероцитах кодувалася такою ж довгою мРНК, але зі стоп-кодоном у 6457-му положенні замість глутаміну. Така зміна була викликана заміною триплету ЦАА на триплет УАА, що призводило до припинення трансляції білку.

## Різноманіття і походження
Білки родини цитозин-дезаміназ у людини кодуються 11 генами: AID, APOBEC1, APOBEC2, APOBEC4 і кластером з 7 генів APOBEC3 (від APOBEC3A до APOBECH, один з генів кодує 2 білки D і E). Гени складаються з 5-8 екзонів, окрім гену APOBEC4, який має лише 2 екзони.
| Ген       | Хромосомна локалізація у людини | Кількість екзонів | Тканина                                               | Клітинна локалізація                  | Функція, мішень                                                      |
| --------- | ------------------------------- | ----------------- | ----------------------------------------------------- | ------------------------------------- | -------------------------------------------------------------------- |
| AID       | 12p13                           | 5                 | B-лімфоцити, сім'яники                                | Цитоплазматичний білок, працює у ядрі | Дезамінування ДНК, гени імуноглобулінів                              |
| APOBEC1   | 12p13.1                         | 5                 | Тонкий кишечник (у інших ссавців — кишечник)          | Цитоплазматичний білок, працює у ядрі | Дезамінування мРНК аполіпопротеїну B, дезамінування ДНК              |
| APOBEC2   | 6p21                            | 3                 | Скелетні м'язи, серце                                 | Цитоплазматичний і ядерний білок      | Бере участь в ембріогенезі м'язів, мішені невідомі                   |
| APOBEC3A  | 22q13.1                         | 5                 | Кератиноцити, клітини крові                           | Цитоплазматичний і ядерний білок      | Дезамінування ДНК аденоасоційованих вірусів, ретротранспозонів.      |
| APOBEC3B  | 22q13.1                         | 8                 | Кишечник, матка, молочна залоза, кератиноцити та інші | Переважно ядерний білок               | Дезамінування ДНК ретровірусів, вірусу гепатиту B                    |
| APOBEC3C  | 22q13.1                         | 4                 | У багатьох тканинах                                   | Цитоплазматичний і ядерний білок      | Дезамінування ДНК ретровірусів, вірусу гепатиту B, ретротранспозонів |
| APOBEC3DE | 22q13.1                         | 7                 | Щитоподібна залоза, селезінка, лейкоцити              | Невідомо                              | Дезамінування ДНК ретровірусів                                       |
| APOBEC3F  | 22q13.1                         | 8                 | У багатьох тканинах                                   | Цитоплазматичний білок                | Дезамінування ДНК ретровірусів, вірусу гепатиту B, ретротранспозонів |
| APOBEC3G  | 22q13.1                         | 8                 | У багатьох тканинах, Т-лімфоцитах                     | Цитоплазматичний білок                | Дезамінування ДНК ретровірусів, вірусу гепатиту B, ретротранспозонів |
| APOBEC3H  | 22q13.1                         | 5                 | Лейкоцити, тимус, щитоподібна залоза, плацента        | Невідомо                              | Дезамінування ДНК ретровірусів                                       |
| APOBEC4   | 1q25.3                          | 2                 | Сім'яники                                             | Невідомо                              | Невідомі                                                             |

Більшість генів цитозин-дезаміназ походять від гену AID. Його гомологи наявні у всіх хребетних включно з рибами, а також у безщелепних, що є показовим, оскільки імунна система безщелепних побудована незвичним способом: вона не має імуноглобулінів.
Ген APOBEC1 утворився завдяки дуплікації гену AID і наявний у всіх ссавців включно із сумчастими. Локус APOBEC3 з'явився після розділення ліній плацентарних і сумчастих ссавців, і наявний лише у плацентарних. Він бере свій початок з двох копій, які у одних ссавців (у гризунів і парнокопитних утворили один ген, а у інших (як то в непарнокопитних, хижих, кажанів і приматів) були багатократно дупліковані.
APOBEC4, ймовірно, має незалежне від AID походження, оскільки в його складі багато негомологічних амінокислотних залишків.
AID має гомологію з ферментом метаболізму нуклеотидів CDA

## Функції

### Редагування РНК
Головним ферментом, який бере участь у редагуванні РНК шляхом дезамінування цитидину, в хребетних тварин є APOBEC1. Він редагує вже зрілі мРНК в ядрі. Для редагування необхідний білковий комплекс, до якого окрім APOBEC1 входить білок ACF (apobec-1 complementation factor), допоміжний фактор APOBEC1 і ще деякі білки. Цей комплекс розпізнає ділянку РНК у 30-40 нуклеотидів, яка утворює шпильку, причому цільовий цитозин міститься в «голівці» (неспареній ділянці) цієї шпильки. Білок ACF виконує адапторну функцію, забезпечуючи контакт дезамінази з РНК. Комплекс розпізнає послідовність UUUN(A/U)U, яка має міститися далі за сайтом редагування та перетинається з якірною послідовністю, до якої приєднується молекула ACF. Від ступеня збігу цієї ділянки різних РНК з послідовністю мРНК ApoB залежить ефективність редагування конкретного цитидину.
Основною мішенню редагування РНК є аполіпопротеїн B, білок ліпідного обміну, а APOBEC1 експресується переважно у кишечнику людини та додатково у печінці інших видів ссавців. Проте надалі науковці описали ще декілька сайтів редагування, переважно у 3'-нетрансльованих ділянках мРНК. У ссавців станом на 2013 рік було відомо лише чотири сайти редагування. Окрім транскрипту ApoB, редагується мРНК B-субодиниці сукцинатдегідрогенази мітохондрій у моноцитах людини, причому редагування активізується при гіпоксії, транскрипт гену фактору нейрофіброматозу NF-1, і мРНК репресору трансляції NAT-1. У всіх цих випадках редагування зі звичайного кодону, який відповідає амінокислоті, утворюються стоп-кодони, що призводить до синтезу вкороченої форми білка, яка може бути функціональною (як у ApoB) чи нефункціональною (при редагуванні NAT-1). Проте дослідження 2014 року виявило ще більше 50 подібних сайтів у кишечнику і печінці мишей.

### Імунітет
Цитидиндезамінази завдяки своїй здатності вносити зміни у послідовність ДНК і РНК беруть участь у низці імунних процесів, зокрема блокаді реплікації вірусів, презентації антигенів, дозріванні клітинних рецепторів тощо.
AID необхідний для антигензалежної кінцевої диференціації B-лімфоцитів та для дозрівання й урізноманітнення антитіл. APOBEC1, окрім звичної регуляції ліпідного обміну також має антивірусні властивості, завдяки можливості редагувати не тільки РНК, але й ДНК. Цитидин-дезамінази APOBEC3 обмежують вірусну інфекцію і реплікацію таких вірусів як ВІЛ, віруси гепатиту С і гепатиту B. Зокрема APOBEC3G вперше було відкрито завдяки його взаємодії із білком Vif вірусу імунодефіциту людини.

## Патології

### Спадкові хвороби
У людини делеції у гені AID призводять до гіпер-IgM синдрому ІІ типу (HIGM2) — імунодефіциту, при якому відсутні всі антитіла окрім класу IgM.